# Xã Williams, Quận Benton, Missouri
Xã Williams (tiếng Anh: Williams Township) là một xã thuộc quận Benton, tiểu bang Missouri, Hoa Kỳ. Năm 2010, dân số của xã này là 3.179 người.